# Phaeochroops lakhonicus
Phaeochroops lakhonicus är en skalbaggsart som beskrevs av Kuijten 1981. Phaeochroops lakhonicus ingår i släktet Phaeochroops och familjen Hybosoridae. Inga underarter finns listade i Catalogue of Life.